# Buslijn 44 (Haaglanden)
Buslijn 44 is een streekbuslijn in Haaglanden in de provincie Zuid-Holland. In het verleden waren er ook buslijnen 44, met diverse route-varianten.

## 1976 - 2002
Tussen 1976 en juli 1992 reed de eerste lijn 44 ongeveer dezelfde route, en vormde samen met bus 47 en 48 min of meer een drie-eenheid tussen Den Haag en Leidschendam. Lijn 48 was de enige van de drie die meestal verder reed. De eerst bekende lijn 44 begon in 1976 op de Houtmarkt/Turfmarkt in Den Haag. Daar was toen een onoverdekt busstation. Gelijk aan lijn 47 en 48 reed lijn 44 eerst een grote omweg via Amsterdamse Veerkade, Wagenstraat, Stationsweg, station HS. Daar was toen een uiterst krap 'streekbusstation', met 8 lijnen. Op die hoogte is nu de taxi-standplaats. Daarna over het Schenkviaduct. Daarna Schenkkade, Voorburg Koningin Julianalaan, Mgr. van Steelaan, Leidschendam Heuvelweg, Amstelweg (nu Burg. Kolfschotenlaan), Prins Hendriklaan, Koningin Julianaweg/Oude Trambaan, Damlaan, en het eindpunt was op het Damplein. Jarenlang reden er maar liefst 8 buslijnen door de Stationsweg en Wagenstraat in Den Haag; dat zijn allebei nauwe straten. Anno 2022 rijdt er geen buslijn meer.
In 1977 was er een kleine wijziging: in Leidschendam werd de route Heuvelweg-Banninglaan-Noordsingel-Prins Hendriklaan. 
In 1979 werd het eerste deel van de route via de Heuvelweg verlaten, en reden 44, 47 en 48 via St. Martinuslaan, Prins Bernhardlaan, Noordsingel, Banninglaan, Heuvelweg, Amstelweg. 
In 1984 verviel die hele omweg in Den Haag; vertrekpunt was nu bovenop het Centraal Station. De route ging eerst via de toen bestaande busbaan met een grote bocht onder het tramviaduct door omlaag richting Theresiastraat. Beneden gekomen ging het dan rechtsaf de Prins Clauslaan op, en vervolgens via Juliana van Stolberglaan, Beatrixlaan en Schenkkade; daarna verder oude route. 
In 1985 werd lijn 44 in Leidschendam doorgetrokken over de sluisjes via de Nieuwstraat naar nieuwbouwwijk de Star. Omdat de sluisbruggen vaak open zijn, ook nu nog, maar één rijbaan hebben, en de bus maar één brug gebruiken kon, was er vaak grote vertraging. 

### 44 (2)
In 1993 verviel ook de route via Beatrixlaan en Schenkkade. Omdat tramlijn 3 (anno 2022 is dat tramlijn 2) was gaan rijden via Koningin Julianalaan en Mgr. van Steelaan werden buslijn 44, 47 en 48 sterk gewijzigd. Bus 44 en 48 verdwenen helemaal uit die straten. Bus 44 ging vanaf het busplatform nu de andere kant op, keerde onderaan het Prins Bernhard-viaduct, en reed dan via Lekstraat, Binckhorstlaan, Maanweg, station Voorburg, Parkweg, Rozenboomlaan, Prins Bernhardlaan, Noordsingel, Burg. Banninglaan, Heuvelweg, Burg. Kolfschotenlaan, Prins Hendriklaan, en dan verder oude route. 

### 44 (3)
In 1995 werd de route en de eindbestemming totaal anders dan voor 1993: Na de route door de Binckhorst ging de route bij station Voorburg voortaan via Westeinde, Westvlietweg en Donau naar het nieuwe bedrijvengebied Forepark. Terug ging het niet via Westeinde maar via Fonteynenburghlaan en prinses Mariannelaan.
In 1997 werd heen en weer via Fonteynenburghlaan en prinses Mariannelaan gereden. In 1999 reed lijn 44 wel weer via Westeinde, maar nu in de tegengestelde richting. In Forepark ging het via Taag, Tiber en Theems. In 2000 kwam er een grotere lus in het Forepark, via Donau, Tiber en Theems.
In 2002 ging de route in Den Haag via de Zonweg in plaats van de Maanweg. Bovendien  reed lijn 44 nog maar tot station Voorburg. Wat er daarna gebeurde, is onduidelijk, maar in 2004, 2009, en 2011 staat lijn 44 in ieder geval niet op de lijnennetkaart.

## Na 2010
In 2011-2012 rijd er op proef weer een busje tussen Voorschoten en Wassenaar, met lijn nummer 44. Het is geen succes en dus verdwijnt deze vierde lijn 44 weer. 

### 44 (5)
In 2016 keert lijn 44 terug in Wassenaar, nu als aanvulling op buslijn 43 tussen Den Haag en Wassenaar; in plaats van buslijn 91. De route is: Den Haag CS-prins Clauslaan-Bezuidenhoutse weg-Wassenaar Wittenburgerweg-Stoeplaan-Groot Haesebroekseweg-Prinsenweg-Van Duivenvoordelaan-Van Cranenburchlaan-Starrenburglaan-Zuylen van Nijeveltstraat-Storm van 's-Gravesandeweg-Duinrell. Vanaf het viaduct over de N44 bij Marlot tot aan halte Van Oldenbarneveltweg volgen buslijn 43 & 44 de oude route van HTM-tramlijn I-2, en lijn 43 en 44 rijden vanuit Den Haag tot de Van Cranenburchlaan dezelfde route. Lijn 43 gaat door naar Leiden.